# Ridin' Down the Canyon
Ridin' Down the Canyon è un film del 1942 diretto da Joseph Kane.
È un film western statunitense con Roy Rogers e George 'Gabby' Hayes.

## Produzione
Il film, diretto da Joseph Kane su una sceneggiatura di Albert DeMond con il soggetto di Norman Houston e Robert Creighton Williams, fu prodotto da Harry Grey per la Republic Pictures e girato a Kernville in California.

## Colonna sonora
- Sagebrush Symphony - scritta da Tim Spencer, cantata da the Sons of the Pioneers
- Curly Joe from Idaho - scritta da Tim Spencer e Roy Rogers, cantata dai Sons of the Pioneers
- Blue Prairie - scritta da Bob Nolan e Tim Spencer, cantata da Roy Rogers e Sons of the Pioneers
- My Little Buckaroo  - musica di M.K. Jerome, parole di Jack Scholl, cantata da Roy Rogers e Sons of the Pioneers
- Who Am I? - scritta da Walter Bullock e Jule Styne, cantata da Lorna Gray
- In a Little Spanish Town - musica di Mabel Wayne, parole di Sam Lewis e Joe Young, cantata da Roy Rogers
- Ridin' Down the Canyon - scritta da Smiley Burnette, cantata da Roy Rogers e Sons of the Pioneers

## Distribuzione
Il film fu distribuito negli Stati Uniti dal 30 dicembre 1942 al cinema dalla Republic Pictures. È stato distribuito anche in Brasile con il titolo A Marca dos Bandoleiros.